# Cadulus propinquus
Cadulus propinquus é uma espécie de molusco pertencente à família Gadilidae.
A autoridade científica da espécie é Sars G. O., tendo sido descrita no ano de 1878.
Trata-se de uma espécie presente no território português, incluindo a zona económica exclusiva.